# Combat de Douch
Seconde guerre mondiale
Batailles
Front de l'ouest
Le combat de Douch est un affrontement survenue le 10 septembre 1943 entre les 47 hommes du maquis Bir Hakeim et une colonne allemande de 400 hommes, près du hameau de Douch (commune de Rosis), dans L'Hérault. Après un combat d'environ une heure, la grande majorité des maquisards parvinrent à s'échapper.
Ce combat est mentionné dans Mémoires de guerres par Charles de Gaulle qui en parle en ces termes:« Le 10 septembre à Douich (sic) dans l’Aveyron (sic), se déroule un combat en règle qui semble une sorte de signal. Une compagnie allemande est mise en fuite par les nôtres et laisse sur le terrain son capitaine et dix morts ».

## Contexte

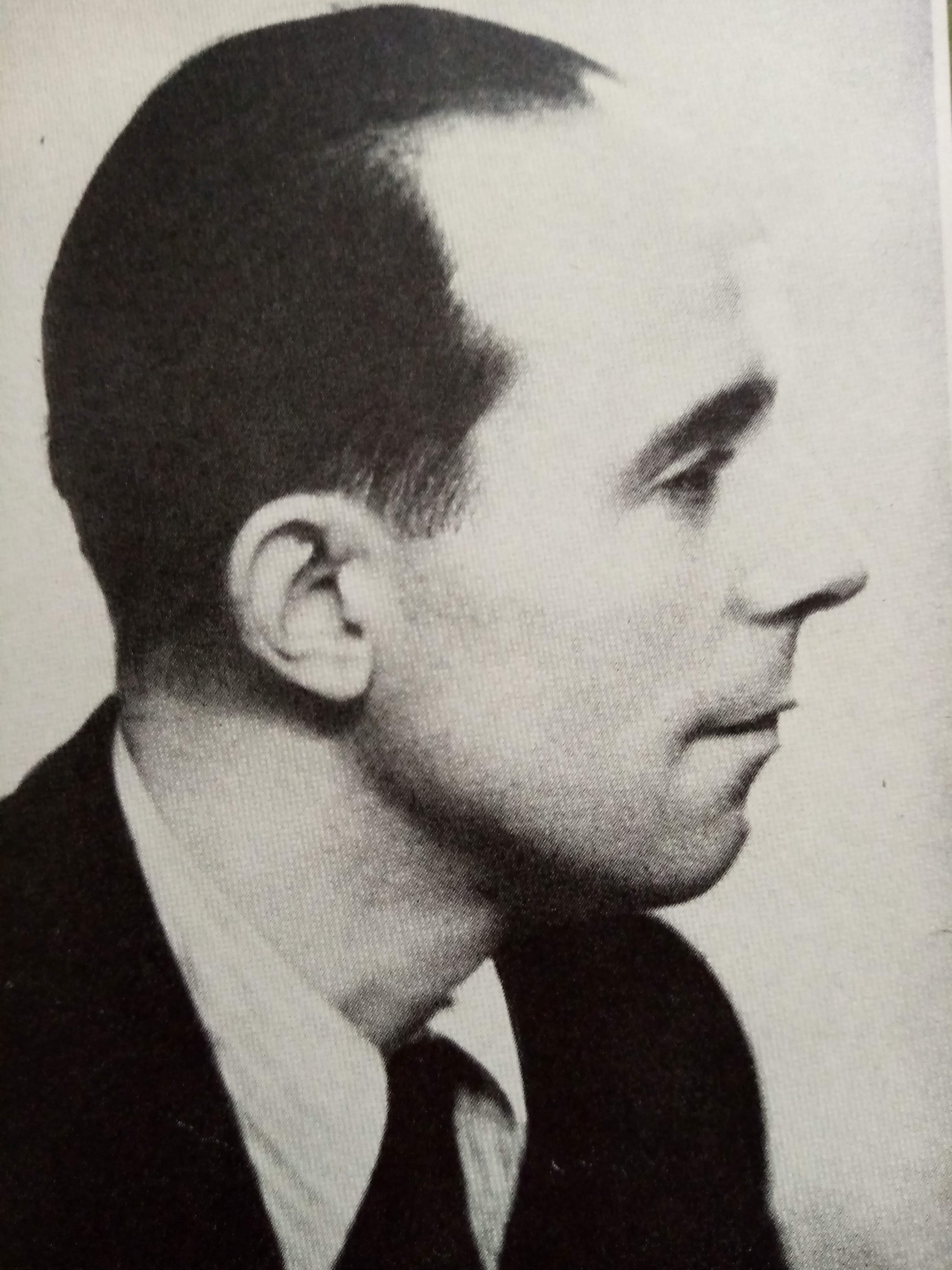
Jean Capel, fondateur et chef du maquis Bir-Hakeim. Il sera tué à la tête de ses hommes le 28 mai 1944 lors du combat sanglant de La Parade, en Lozère.

Fin mai 1943, un maquis-école fut installé au hameau de L'Estibi, près de Villefranche-de-Rouergue, composé au départ de 16 étudiants toulousains et encadré par Christian de Rauquemorel, ancien militaire. La formation du maquis a été ordonnée par Jean Capel, alias "Commandant Barot", membre de l'AS, qui travaillait à la création d'un maquis depuis septembre 1942. Le maquis-école prend le nom de "Bir Hakeim", en référence au célèbre fait d'arme des FFL en Libye.
Le maquis débute sans armes, mais un coup de main contre les stocks de l'Armée d'armistice permet de mettre la main sur 70 mousquetons et 7000 cartouches. Des coups de mains ultérieurs permettront au maquis de se doter en véhicules, voitures et camions, avec l'essence nécessaire.
Fin août 1943, des SS s'installent à Villefranche; Barot ordonne aussitôt l'évacuation de l'Estibi. Rauquemorel déplace alors ses hommes et son matériel au plateau de Douch, dans l'Hérault, un lieu plus isolé. Au moment de l'attaque allemande, le camp de Douch abritait 47 hommes.

## Déroulement
Le matin du 10 septembre, il y avait un épais brouillard sur le plateau de Douch, ce qui permit à une forte colonne allemande de 400 hommes, encadrés par des anciens de l'Afrika Korps, de s'approcher du camp sans alerter les guetteurs.
À 6h35, les premiers coups de feu éclatent; les Français, surpris aux aurores se battent en short. Les résistants ne peuvent compter que sur leur armement léger, alors que les Allemands, en plus de leur avantage numérique, possèdent des mortiers et des canons légers. Pendant une heure, la fusillade fait rage sans que les Allemands ne parviennent à percer, bloqués par des tirs efficaces ; un capitaine allemand est notamment abattu à vingt mètres du poste de garde.  
Rauquemorel se rend alors compte que la face nord du camp n'est pas gardée par l'ennemi et que l'on peut donc s'échapper par là. L'encerclement n'était en effet pas complet à cause d'une unité allemande qui s'était perdue dans le brouillard. Le décrochage est ordonné alors que les munitions sont sur le point d'être épuisées. Les Français parviennent presque tous à rompre l'encerclement à l'exception de six, tués ou capturés. 

## Bilan et suites
Malgré la perte de 6 maquisards, l'opération est un échec pour les Allemands, la majorité du maquis parvenant à s'exfiltrer. L'échec est d’autant plus voyant au regard de l'ampleur des moyens humains et matériels engagés. Pour leur premier combat, les résistants se sont bien comportés, ne se laissant jamais déborder malgré l'évidente supériorité numérique et matérielle ennemie.
Les pertes du maquis sont de 2 tués au combat et 4 prisonniers qui furent tous fusillés par la suite. Il y eut également au moins un blessé, Sevestre, touché à l'épaule, sans gravité. Les Allemands ont eu de leur côté 8 tués (dont un officier) et 12 blessés, soit des pertes supérieures au maquis. Ce combat était le premier ou en tout cas un des premiers qui opposa un maquis français aux forces d'occupation.
Les maquisards tués dans l'affrontement étaient:
- Allex Jean- Marie, 22 ans[9]

- Landrieux Alphonse, 32 ans[10]

Les quatre prisonniers fusillés étaient:
- Henri Arlet, capturé en portant Sauvegrain blessé sur ses épaules[8], 21 ans[11]

- Guyaux Edmond, blessé en couvrant la retraite, 21 ans[12]

- Sauvegrain Jacques, blessé en couvrant la retraite, 22 ans[8]

- Vasseur Henri, blessé en couvrant la retraite, 21 ans[13]

Tous les quatre ont été fusillés le 9 novembre à Toulouse.
Après le combat, les résistants arrivent au village de Saint-Pierre-de-Cat ; Rauquemorel demandent aux villageois de donner des vêtements à ses hommes, mais ils n'obtempèrent que sous la menace de faire brûler le village. Par la suite, le maquis déménage dans les parages d'Eaux-Bonnes, dans les Pyrénées-Atlantiques, avant de s'installer dans le Gard en décembre 1943.